# Katolička Crkva u Rusiji
Katolička Crkva u Rusiji je dio opće Katoličke Crkve, pod duhovnim vodstvom pape i Rimske kurije, na području Ruske Federacije.
Češki isusovci podižu početkom 18. stoljeća u Moskvi umjesto drvene kapale kamenu crkvu. Godine 1850. broj katolika u Petrogradu iznosio je 28 000.
Car Nikola I. 7. kolovoza 1847. konkordata s papom Pijom IX. Konkordatom je osigurano opstanak crkvene provincije Mohilev s biskupijama Vilna, Samogicija, Minsk, Luck i Kamenec.
Po uspostavi Sovjetskog Saveza ukidaju se stare biskupije i biskupi su protjerani. U Lenjingradu do tada se nalazio kaptol, Duhovna akademija, bogoslovija i 13 katoličkih crkava. Liturgijske predmete i misnice dobilo je lenjingradsko kazalište.
Godine 1989. bio je postavljen biskup za Bjelorusiju, kojega je papa 1991. godine premjestio u Moskvu.

### Članci
- Grulich, Rudolf. 1998. Nekoliko stoljeća u Rusiji kod kuće. Prigovor Moskovskog patrijarhata da Katolička Crkva provodi prozelitizam jest neosnovan. Vrhbosnensia. Univerzitet u Sarajevu – Katolički bogoslovni fakultet. Sarajevo. 2 (1): 141–145